# Parafia św. Stanisława b. m. w Żębocinie
Parafia świętego Stanisława b. m. w Żębocinie – parafia rzymskokatolicka, znajdująca się w diecezji kieleckiej, w dekanacie proszowickim.